# Złomiska Zatoka

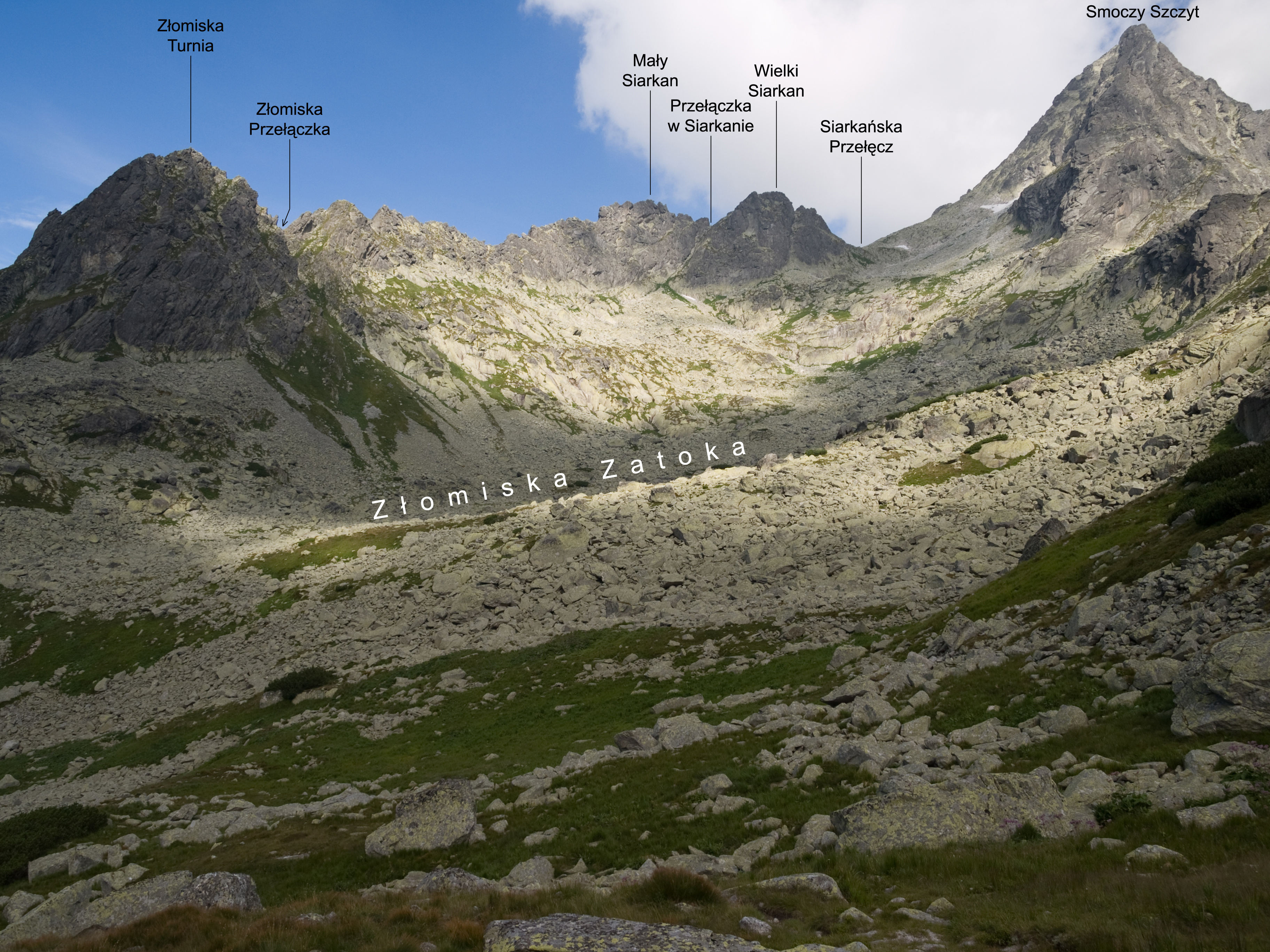
Złomiska Zatoka i Siarkańska Grań

Złomiska Zatoka (słow. Kotlinka pod Dračím sedlom) – środkowa, orograficznie prawa odnoga Doliny Złomisk w słowackich Tatrach Wysokich. Otoczona jest z trzech stron przez Złomiską Turnię, masyw Siarkana, stoki Wysokiej, Smoczy Szczyt i Szarpane Turnie. Jest to kamienne rumowisko z trawiastymi tarasami i upłazkami, położone na wysokości powyżej 2000 m n.p.m. Przez Złomiską Zatokę prowadzi najłatwiejsza droga na Wysoką. Na trawiastym tarasie, w jego płaskiej części znajduje się koleba, tzw. Pośrednia Złomiska Koleba